# Gregor Rutz
Gregor Rutz, né le 12 octobre 1972 à Zurich (originaire de Wildhaus et de Zollikon), est une personnalité politique suisse, membre de l'Union démocratique du centre (UDC). 
Il est député du canton de Zurich au Conseil national depuis novembre 2012.

## Biographie
Gregor Rutz, de son nom complet Gregor Anton Rutz, naît le 12 octobre 1972 à Zurich. Il est originaire d'une autre commune zurichoise, Zollikon, et d'une ancienne commune saint-galloise, Wildhaus.
Il grandit sur la Goldküste zurichoise. Après avoir obtenu une maturité de type B (latin-anglais), il obtient une licence en droit de l'Université de Zurich,.
Il enseigne le droit commercial, le droit constitutionnel et l'économie de 1996 à 2002. Il est en parallèle collaborateur scientifique à la Faculté de droit de l'Université de Fribourg de 1998 à 2000.
Il est le propriétaire d'une agence de communication et de conseils stratégiques depuis 2008 et copropriétaire d'une cave à vin depuis 2017,.
Il a le grade de fourrier à l'armée.
Il est marié à Beatrix Rutz, qui a travaillé dans le domaine des ressources humaines pour des entreprises de services financiers, puis à partir de 2002 pour la Banque Sarasin dans le domaine des assurances sociales et enfin depuis 2011 pour l'institution de prévoyance de Sulzer. Ils n'ont pas d'enfant.
Il habite Zollikon,.

## Parcours politique
Il est membre du Parti radical-démocratique jusqu'en 1996. Mis sur la touche en raison de son opposition véhémente à la norme antiraciste du code pénal (il est membre du comité référendaire qui perd la votation du 25 septembre 1994), il adhère à l'UDC en 1998.
Il siège à la Constituante du canton de Zurich de juin 2000 à février 2005, puis au Conseil cantonal du 9 mai 2011 au 25 novembre 2012, où il est le meilleur élu de son district. Il est le secrétaire général de l'UDC Suisse de 2001 à 2008, où il succède à Martin Baltisser, et vice-président de l'UDC du canton de Zurich de 2009 à 2019. Favorisée par Ueli Maurer, sa nomination au poste de secrétaire général de l'UDC est contestée par les sections grisonnes et vaudoises.
Il devient conseiller national le 26 novembre 2012, en remplacement du démissionnaire Bruno Zuppiger,. Il siège à la Commission des institutions politiques (CIP) et, depuis décembre 2015, à la Commission des transports et des télécommunications (CTT). Il est réélu à trois reprises (2015, 2019 et 2023). Également candidat au Conseil des États en 2023, il échoue à conserver le siège de la droite, détenu jusque-là par le libéral-radical Ruedi Noser, face à la vert'libérale Tiana Moser (159 328 contre 206 493 voix au second tour),,.

### Autres mandats
Il est membre de l'Action pour une Suisse indépendante et neutre depuis 1995.
Il fait partie depuis 1995 du comité de l'association Aktion Medienfreiheit,. Il est également président de la fédération des propriétaires fonciers de la ville de Zurich depuis le 16 avril 2015 après avoir fait partie de son comité depuis 2011.
En 2015, il est élu président de la Communauté du commerce suisse en tabac, où il succède à Hans Hess.

### Positionnement politique
Il est considéré en 2001 comme un libéral pur et dur par ses partisans et quasiment comme un extrémiste de droite par ses opposants.
Il se situe en 2023 à la droite de l'UDC. Il est climatosceptique.

## Publication
- (de) Die direkte Demokratie : ein Auslaufmodell?, Flaach, Schweizerzeit-Verlags-AG, 2002, 48 p. (ISBN 978-3-907983-39-3)